# Slobyn
Slobyn är en småort i Arvika kommun, Värmlands län, belägen i Mangskogs socken.